# Port Hedland
Port Hedland város Ausztráliában, Nyugat-Ausztrália államban, Pilbara régióban, az Indiai-óceán partján, Perthtől kb. 1300 km-re északra. Lakossága 15 ezer fő volt 2011-ben.

Pilbara régió vasércbányái és vasútvonalai

Fontos kikötő, a világ legnagyobb árukikötőinek egyike. Főleg ásványanyagokat: vasércet, sót, mangánércet raknak itt hajókra. A Pilbara-hegységben bányászott vasércet és egyéb ásványanyagokat hosszú vonatszerelvényeken szállítják a kikötőjébe. A tengerparti földgáz kitermelése szintén egy fontos bevételi forrás. Korábban a szarvasmarha- és a juhtartás is jelentős szerepet játszott a térségben, de ez az ágazat napjainkra visszaszorult.

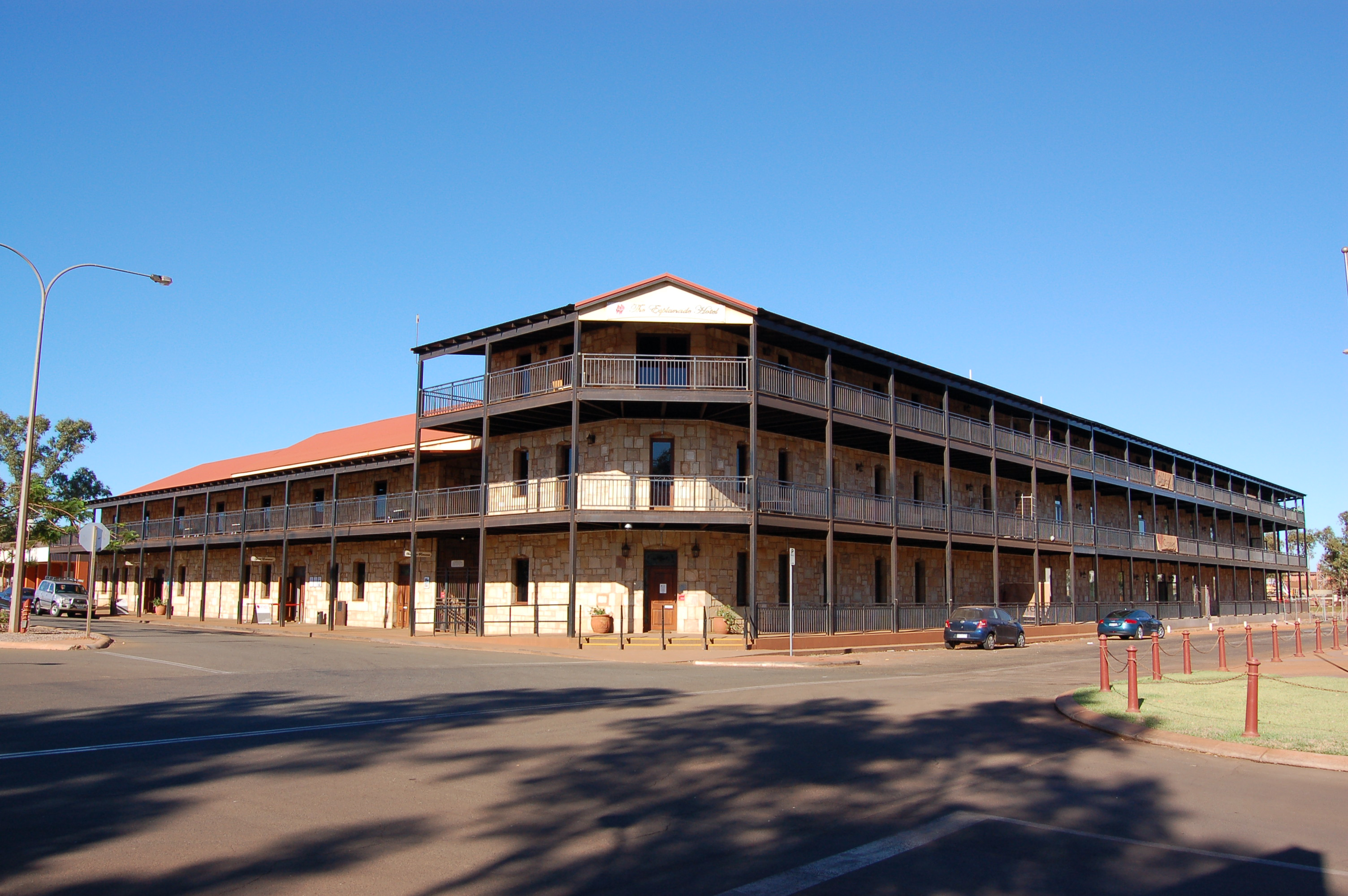
Esplanade Szálloda
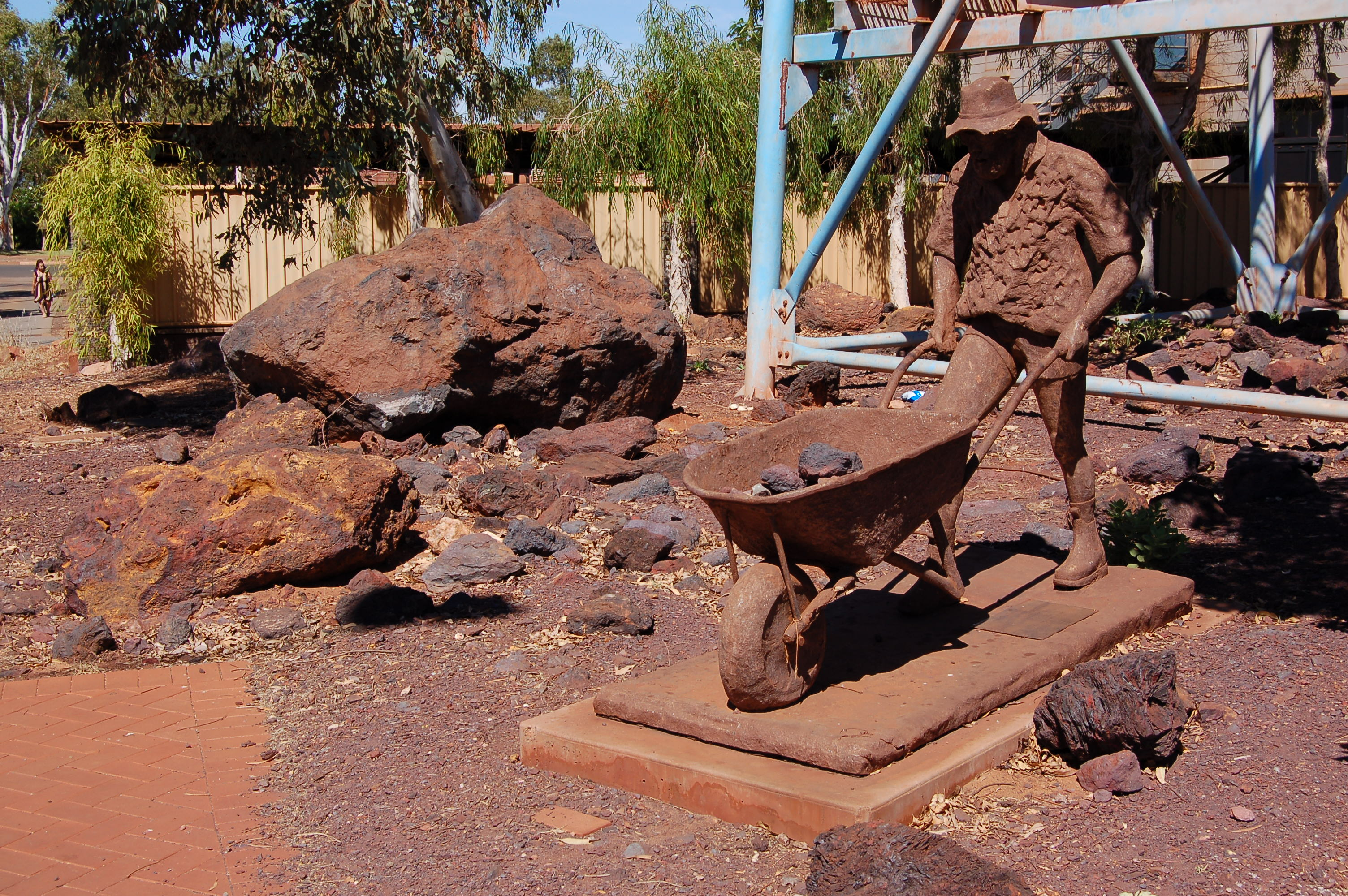
Egy szobor a „Blackrock Stakes” nevű 122 km-es talicskatoló verseny emlékére
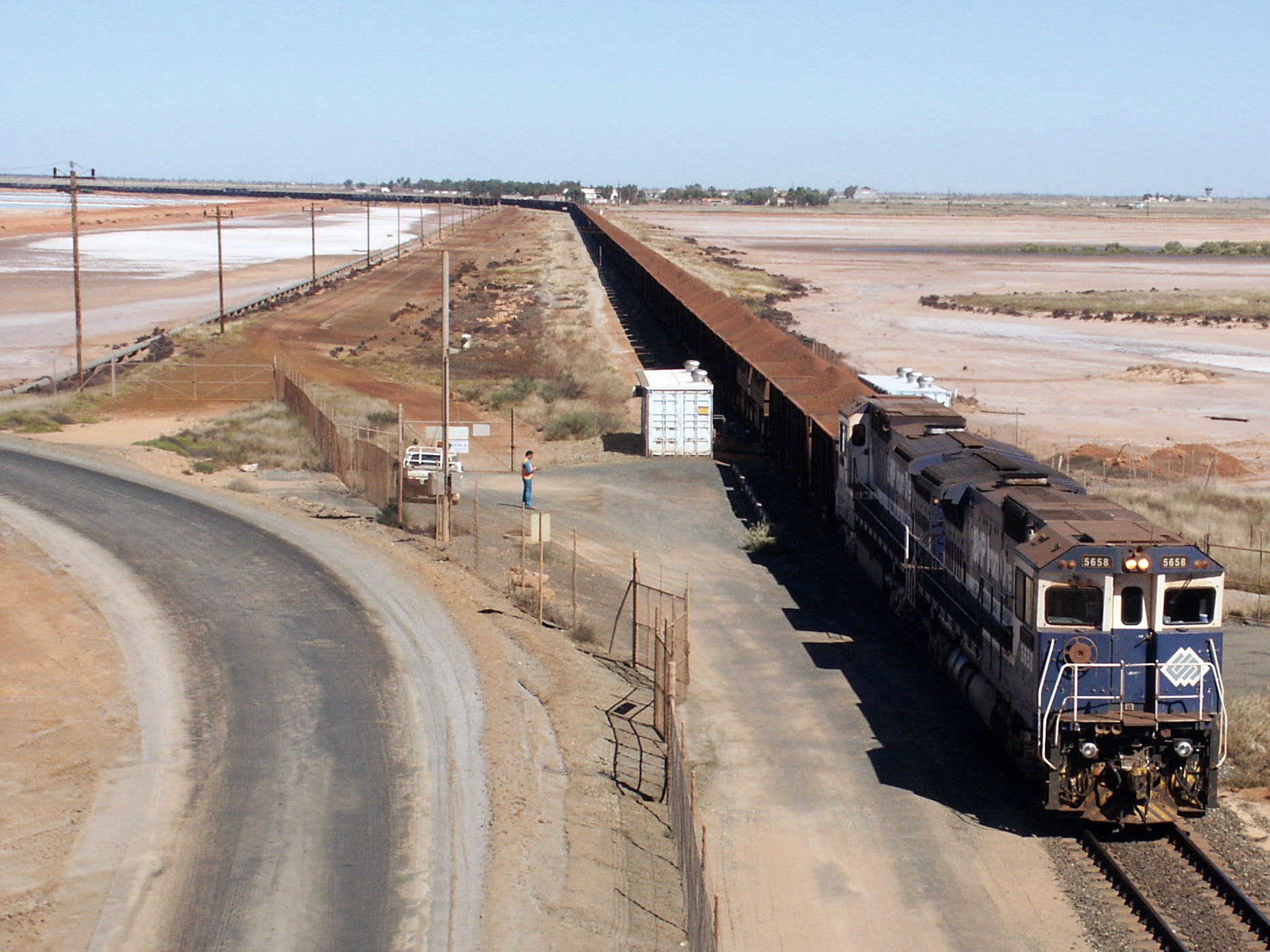
Vasércszállító vonat érkezik Port Hedland kikötőjébe
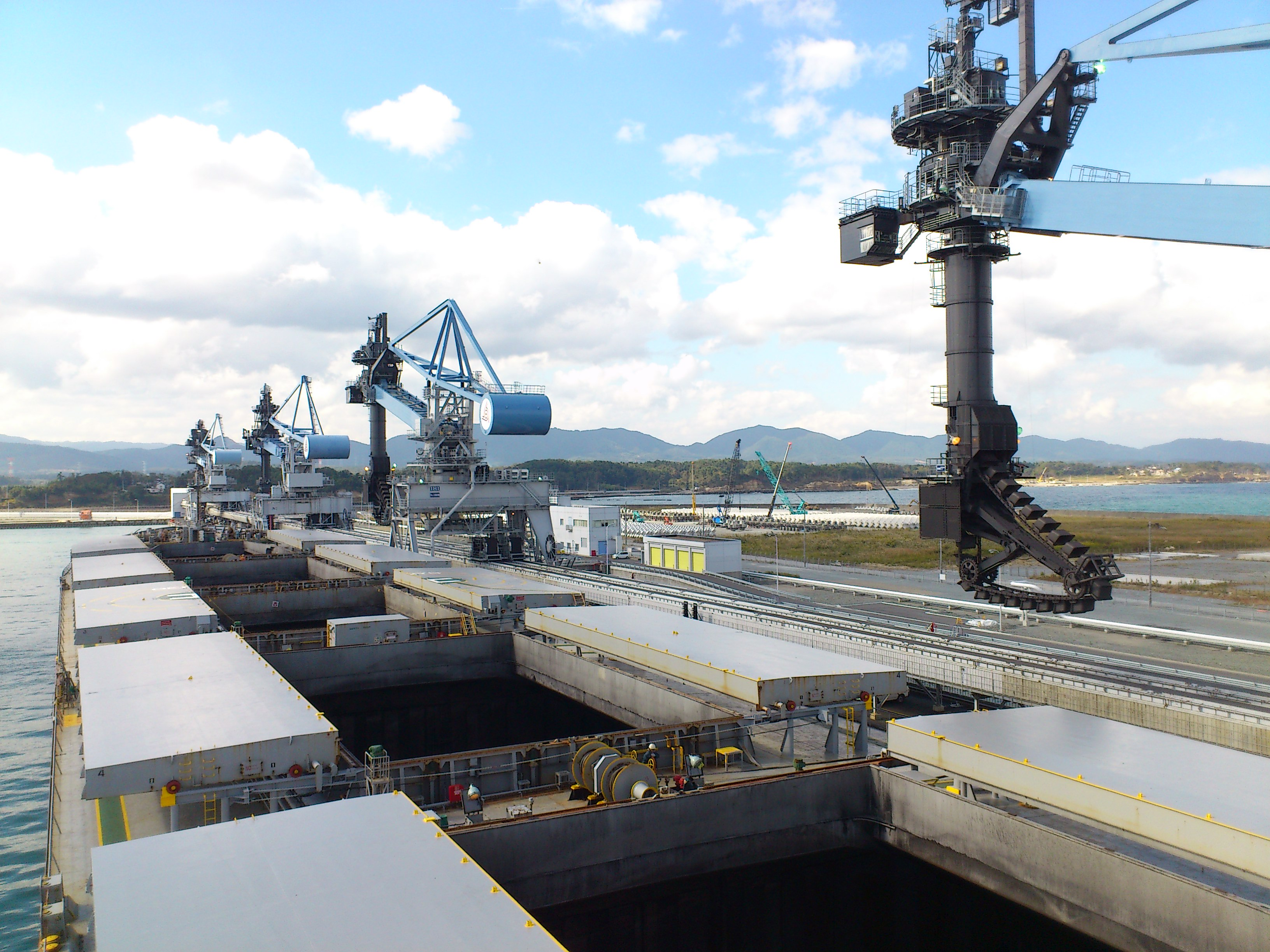
A kikötő
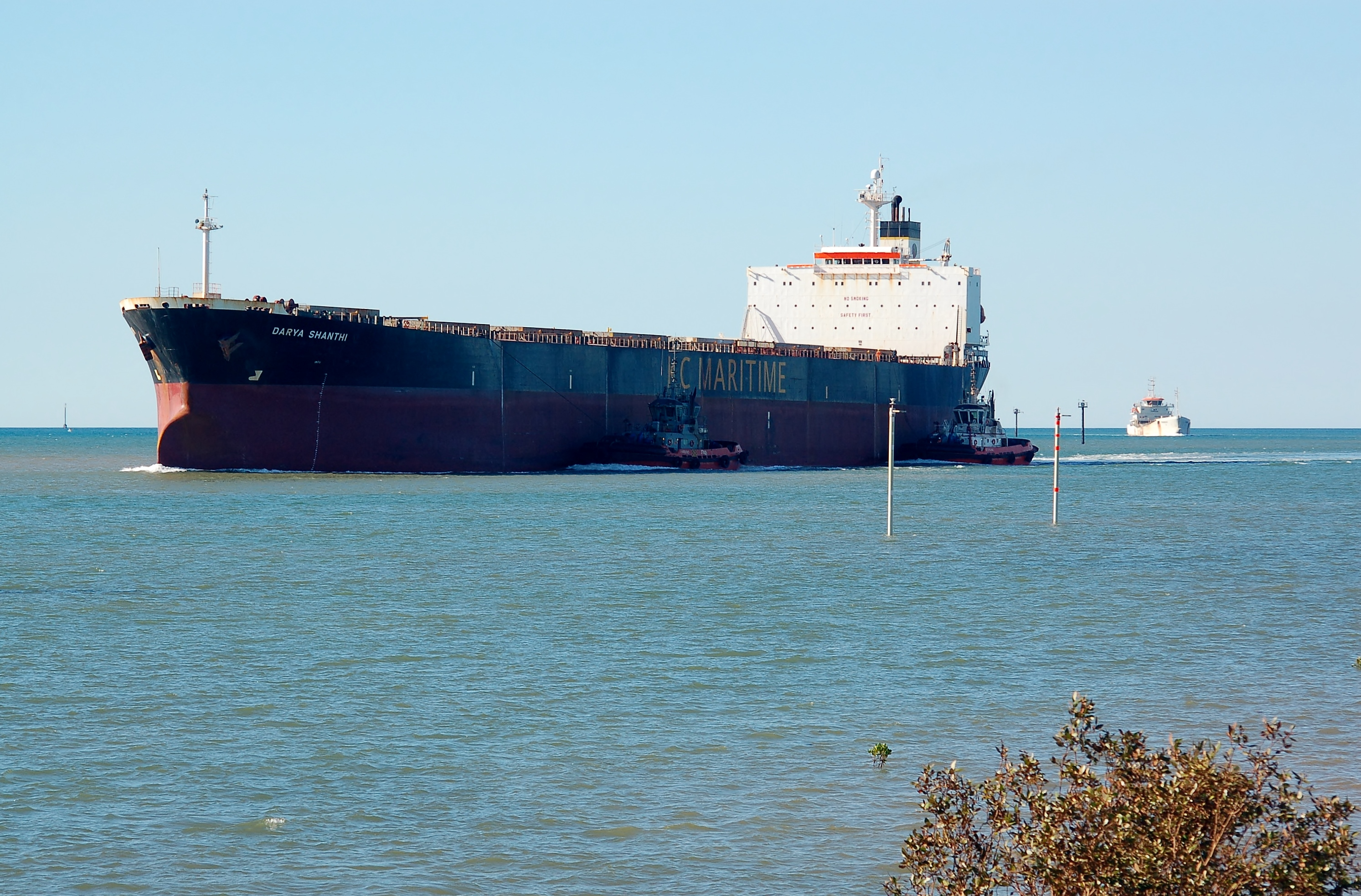
Egy hajó tart a kikötőbe

## Fordítás
- Ez a szócikk részben vagy egészben  a   Port Hedland című angol Wikipédia-szócikk fordításán alapul.  Az eredeti cikk szerkesztőit annak laptörténete sorolja fel. Ez a jelzés csupán a megfogalmazás eredetét és a szerzői jogokat jelzi, nem szolgál a cikkben szereplő információk forrásmegjelöléseként.
- Ez a szócikk részben vagy egészben  a   Port of Port Hedland című angol Wikipédia-szócikk fordításán alapul.  Az eredeti cikk szerkesztőit annak laptörténete sorolja fel. Ez a jelzés csupán a megfogalmazás eredetét és a szerzői jogokat jelzi, nem szolgál a cikkben szereplő információk forrásmegjelöléseként.

## Külső hivatkozások
- Port Hedland hivatalos honlapja (angolul)